# Nintendo Research & Development 2

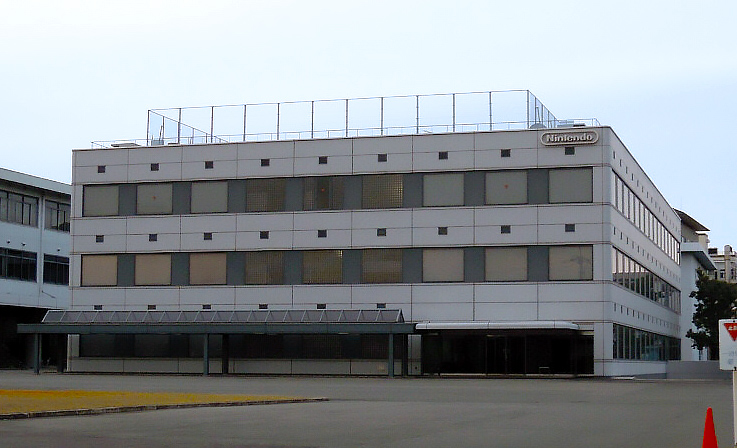
Edificio de Nintendo

Nintendo Research & Development 2 (Nintendo Investigación y Desarrollo 2), más conocido como Nintendo R&D2, fue un equipo de desarrollo interno de Nintendo.
Este equipo de desarrollo no tuvo la relevancia de otros grupos hermanos como R&D1 o EAD en cuanto a software, pues sus trabajos han estado más enfocados a los remakes de otros grandes títulos de la compañía y a videojuegos de un gusto muy japonés.
En el aspecto de desarrollo de hardware son más conocidos. R&D2 son los creadores de la pistola Zapper para NES y del Super Scope de SNES, basados en una tecnología que conocía bien su director. Además creó numerosos juguetes durante los años 70.
Masayuki Uemura, antiguo trabajador de Sharp, fue el director de este grupo hasta 2004, que pasó a estar dirigido por Kazuhiko Taniguchi.
Al igual que los demás estudios internos de Nintendo, en 2005 desapareció para pasar a formar parte de Nintendo EAD. Nintendo EAD se integró en Nintendo EPD en 2015.

## Videojuegos
1996
- Marvellous: Mou Hitotsu no Takarajima (SNES)

1998
- Sutte Hakkun (SNES)

1999
- Power Lode Runner (SNES)
- Power Soukoban (SNES)
- Super Mario Bros. Deluxe (GBC)

2000
- Kirby Tilt 'N' Tumble (GBC)

2001
- Super Mario Advance (GBA)
- Super Mario Advance 2: Super Mario World (GBA)

2002
- Koro Koro Puzzle: Happy Panechu! (GBA)
- Super Mario Advance 3: Yoshi's Island (GBA)

2003
- Super Mario Advance 4: Super Mario Bros. 3 (GBA)

2004
- Daigasso! Band Brothers (NDS)

- Datos: Q2668532